# Rosa Azul
Rosa Azul är en ort i Mexiko.   Den ligger i kommunen Senguio och delstaten Michoacán de Ocampo, i den södra delen av landet, 120 km väster om huvudstaden Mexico City. Rosa Azul ligger 2 897 meter över havet och antalet invånare är 436.
Terrängen runt Rosa Azul är lite bergig. Runt Rosa Azul är det ganska tätbefolkat, med 166 invånare per kvadratkilometer. Närmaste större samhälle är El Oro de Hidalgo, 15,9 km nordost om Rosa Azul. I omgivningarna runt Rosa Azul växer i huvudsak blandskog.